# Vittorio Ottaviani
Vittorio Ottaviani (Rocca di Cambio, 19 ottobre 1915 – L'Aquila, 20 giugno 1998) è stato un vescovo cattolico italiano.

## Biografia
Nato a Rocca di Cambio nel 1915, a dieci anni lasciò il paese per entrare nel seminario dell'Aquila; si trasferì poi a Chieti per approfondire gli studi di filosofia e nel 1933 entrò nel seminario maggiore della città. Laureatosi in teologia sacra, venne ordinato sacerdote il 15 maggio 1938 e continuò gli studi al Pontificio Istituto di Archeologia Cristiana, dove conseguì la laurea in archeologia nel 1941. Diventò poi parroco di Rocca di Mezzo fino al settembre del 1942, venendo poi nominato cancelliere della curia aquilana fino al 1946, quando diventò vicario generale; contemporaneamente fu parroco della chiesa di Cristo Re e professore di lingue classiche nel seminario diocesano. Nel 1949 entrò a far parte del capitolo della cattedrale aquilana e nel 1961 ne diventò arcidiacono.
Il 19 dicembre 1962 fu nominato vescovo di Alatri da papa Giovanni XXIII, venendo consacrato da Carlo Confalonieri, cardinale presbitero di Sant'Agnese fuori le mura, e da Costantino Stella e Francesco Carpino come co-consacranti; il 30 novembre 1972 diventò anche vescovo di Anagni, unendo così le due diocesi in persona episcopi. Tra il 1963 e il 1965, inoltre, partecipò ai lavori del Concilio Vaticano II. Il 10 novembre 1973 fu invece nominato vescovo dei Marsi, incarico che mantenne fino al 22 aprile 1977, quando si dimise. Trascorse gli ultimi anni della sua vita all'Aquila e lì morì nel 1998.

## Genealogia episcopale
La genealogia episcopale è:
- Cardinale Scipione Rebiba
- Cardinale Giulio Antonio Santori
- Cardinale Girolamo Bernerio, O.P.
- Arcivescovo Galeazzo Sanvitale
- Cardinale Ludovico Ludovisi
- Cardinale Luigi Caetani
- Cardinale Ulderico Carpegna
- Cardinale Paluzzo Paluzzi Altieri degli Albertoni
- Papa Benedetto XIII
- Papa Benedetto XIV
- Papa Clemente XIII
- Cardinale Marcantonio Colonna
- Cardinale Giacinto Sigismondo Gerdil, B.
- Cardinale Giulio Maria della Somaglia
- Cardinale Carlo Odescalchi, S.I.
- Cardinale Costantino Patrizi Naro
- Cardinale Lucido Maria Parocchi
- Papa Pio X
- Papa Benedetto XV
- Papa Pio XII
- Cardinale Carlo Confalonieri
- Vescovo Vittorio Ottaviani